# ذرت مکزیکی

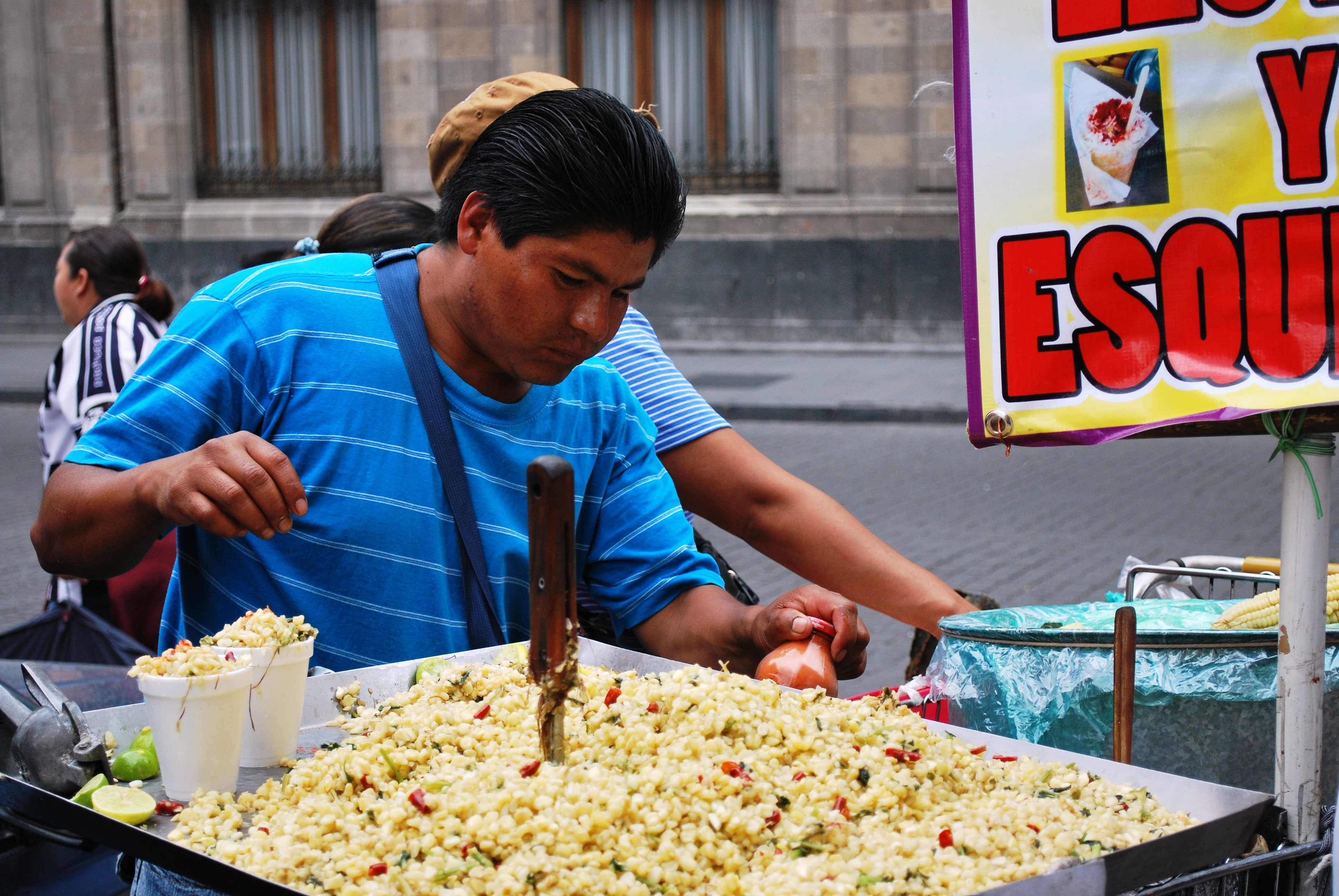
یک فروشندهٔ ذرت مکزیکی در مکزیکو سیتی

ذرت مکزیکی (به اسپانیایی: Esquites) از خوردنی‌های بسیار پرطرفدار در سراسر کشور مکزیک است که توسط دکه‌ها و مغازه‌های فروشندهٔ ذرت عرضه می‌شود.

## طرز تهیه در مکزیک
در مکزیک ذرت مکزیکی از دانه‌های پخته شدهٔ ذرت در آب جوش، به همراه نمک، پیاز، گیاهی به نام چای مکزیکی (به اسپانیایی: Epazote) و سایر ادویهٔ گیاهی معطر تهیه می‌شود که بنا بر ذائقه به آن آب لیموترش، سس مایونز، فلفل تند و پنیر رنده شده نیز افزوده می‌گردد.

## تهیه در سایر نقاط جهان

### در ایران

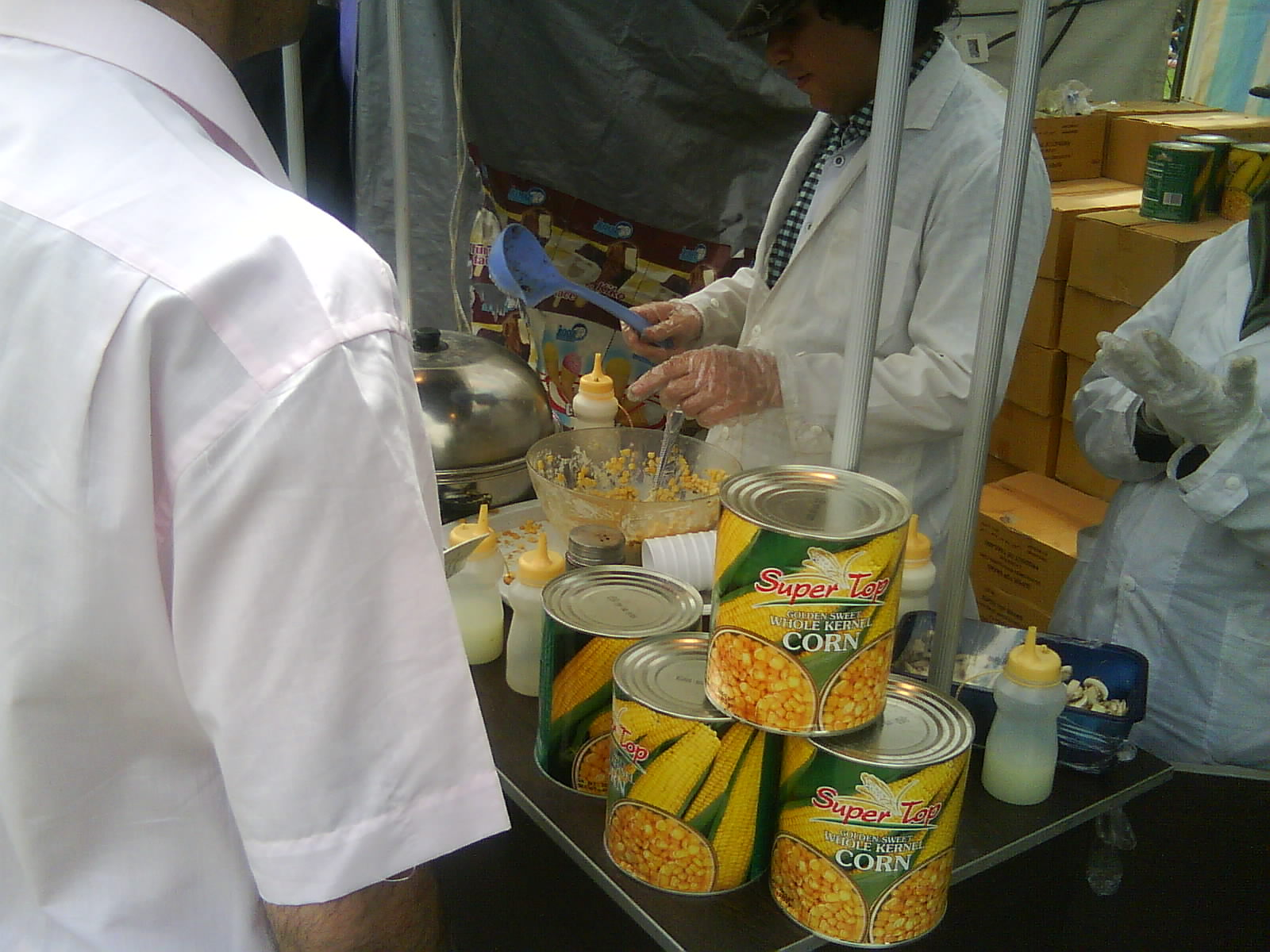
ذرت مکزیکی در ایران

در ایران نیز ذرت مکزیکی از تنقلات پرطرفدار است که در کیوسکهای مخصوصی و در بعضی کافی شاپ‌ها به صورت تازه به فروش می‌رسد. با این که این خوردنی با نام ذرت مکزیکی در ایران شناخته شده و فروخته می‌شود، ولی طرز تهیهٔ آن در ایران متفاوت است، به این صورت که در دستور پخت آن عموماً ذرت شیرین ۵۰۰ گرم، قارچ ۲۵۰ گرم ،پنیر پیتزا ۱۰۰ گرم، آویشن یک قاشق چایخوری، روغن مایع ۳ تا چهار قاشق و سس مایونز یک و نیم پیمانه، نمک یک قاشق چایخوری، فلفل سیاه نصف قاشق چایخوری، فلفل قرمز نصف قاشق چایخوری، پودر گلپر یک قاشق چایخوری، ادویه کاری نصف قاشق چایخوری به کار می‌رود.